# Larry Csonka
Larry Richard Csonka (Stow, 25 dicembre 1946) è un ex giocatore di football americano statunitense nel ruolo di running back nella National Football League (NFL). È stato inserito nella Pro Football Hall of Fame nel 1987.

## Carriera professionistica
Cresciuto in una famiglia di origine ungherese, Csonka iniziò a giocare a football durante le scuole superiori, alla Stow-Munroe Falls High School, dove però giocava come defensive end e solo nell'ultimo anno iniziò a giocare come running back.
Alla fine delle scuole superiori ricevette offerte da diverse università, optando per la Syracuse University, dove iniziò a giocare nel ruolo di fullback. Durante la sua attività a Syracuse stabilì diversi record nelle corse, tra cui quello di 2.934 yard corse. Venne nominato All-American e nel 1989 venne inserito nella College Football Hall of Fame.
Fu scelto al primo giro (8º posto assoluto) del Draft NFL 1968 dai Miami Dolphins. Csonka disputò 7 stagioni con la squadra della Florida, raggiungendo tre Super Bowl consecutivi, vincendo quelli del 1972 e 1973, gara della quale fu nominato MVP dopo aver corso 154 yard e segnato due touchdown.
Nel marzo 1975, Csonka, assieme ai compagni di squadra Jim Kiick e Paul Warfield, annunciò il passaggio alla neonata World Football League, spostandosi a giocare con i Memphis Southmen. L'operazione, costosa sul piano economico, aveva soprattutto lo scopo di portare giocatori importanti e dare credibilità alla WFL. Nonostante un contratto quadriennale, Csonka disputò nella nuova lega una sola stagione, anche in conseguenza delle difficoltà economiche della lega stessa, che non riuscì poi a completare la seconda stagione.
Nella stagione 1976, Csonka tornò nella NFL e venne ingaggiato dai New York Giants, con i quali disputò tre stagioni, prima di concludere la carriera per un ultimo anno ai Miami Dolphins nel 1979.
Csonka ha partecipato come guest star in un episodio della terza stagione de "l'uomo da sei milioni di dollari"; nell'episodio diretto dallo stesso Lee Majors viene rapito per facilitare una vincita al gioco sul football.

## Palmarès

### Franchigia
- Super Bowl : 2

Miami Dolphins: VII, VIII
- American Football Conference Championship: 3

Miami Dolphins: 1971, 1972, 1973

### Individuale
- MVP del Super Bowl: 1

1973
- Convocazioni al Pro Bowl: 5

1970, 1971, 1972, 1973, 1974
- First-team All-Pro: 2

1971, 1973
- NFL Comeback Player of the Year Award: 1

1979
- Numero 39 ritirato dai Dolphins
- Miami Dolphins Honor Roll
- Pro Football Hall of Fame (classe del 1987)

## Statistiche
| Yard su corsa | 8.081 |
| Media         | 4,3   |
| Touchdown     | 68    |